# Marcus Fabius Vibulanus (Konsul 442 v. Chr.)
Marcus Fabius Vibulanus entstammte dem römischen Adelsgeschlecht der Fabier und war 442 v. Chr. Konsul und 433 v. Chr. Konsulartribun.

## Leben
Marcus Fabius Vibulanus war wohl der älteste Sohn des dreifachen Konsuls Quintus Fabius Vibulanus. 442 v. Chr. wurde er zusammen mit Postumus Aebutius Helva Cornicen zum Konsul gewählt. Als Legat des Diktators Mamercus Aemilius soll er 437 v. Chr. gegen die Fidenaten gekämpft haben; dies wurde wohl erst von späten Annalisten dazugedichtet. Das Amt eines Konsulartribunen erhielt er 433 v. Chr. Sehr zweifelhaft ist, ob er 431 v. Chr. unter dem Kommando des Diktators Aulus Postumius Tubertus an dem an und für sich gut beglaubigten Krieg gegen die Volsker teilnahm. Sicher wurde nicht er 390 v. Chr. Pontifex maximus, denn der römische Historiker Titus Livius bietet als beste Tradition den Namen Marcus Folius, während etwa schon der Biograph Plutarch den Namen Fabius überliefert.